# William Wrede
Georg Friedrich Eduard William Wrede, conosciuto come William Wrede (Bücken, 10 maggio 1859 – Breslavia, 23 novembre 1906), è stato un teologo tedesco luterano.

## Formazione e carriera
Wrede studiò teologia prima a Lipsia e poi a Gottinga e conseguì la laurea nel 1881. Insegnò per un anno in una scuola privata a Liebenburg, poi insegnò per un biennio al seminario di Rehburg-Loccum. Dal 1884 al 1886 lavorò come ispettore nello studentato della facoltà di teologia dell'Università Georg-August di Gottinga. Dal 1887 al 1889 esercitò il ministero di pastore protestante. Nel 1891 conseguì l’abilitazione all'insegnamento universitario. Nel 1893 divenne professore associato all'università di Breslavia e nel 1886 fu nominato professore ordinario. Morì nel 1906, mentre era ancora in servizio.

## Libri principali
- Ueber Aufgabe und Methode der sogenannten Neutestamentlichen Theologie, Göttingen, 1897 (Pubblicato in inglese con il titolo "The Task and Methods of New Testament Theology", in Studies in Biblical Theology, 1973)
- Das Messiasgeheimnis in den Evangelien, Göttingen, 1901 (Pubblicato in inglese con il titolo The Messianic Secret, Londra, 1971)
- Paulus, Halle 1904 / Tübingen 1907 (Pubblicato in inglese con il titolo Paul, Londra, 1907)
- Die Echtheit des zweiten Thessalonicherbriefes untersucht (L’autenticità della Seconda Lettera ai Tessalonicesi esaminata), Leipzig, 1903.